# Androlyperus californicus
Androlyperus californicus là một loài bọ cánh cứng trong họ Chrysomelidae. Loài này được Schaeffer miêu tả khoa học năm 1906.